# 7083 Kant
A 7083 Kant (ideiglenes jelöléssel 1989 CL3) a Naprendszer kisbolygóövében található aszteroida. Eric Walter Elst fedezte fel 1989. február 4-én.